# Rômulo Souza Orestes Caldeira
Rômulo Souza Orestes Caldeira (nascut el 22 de maig de 1987), conegut comunament com a Rômulo, és un futbolista que juga per l'Hellas Verona de la Serie A com a migcampista o lateral dret.